# Чемпіонат світу з греплінгу за версією ADCC

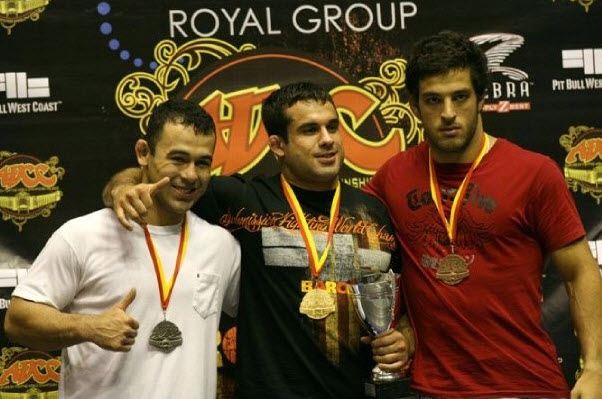
Трійка призерів чемпіонату світу. Барселона, Іспанія, 2009 рік.

Чемпіонат світу з греплінгу за версією ADCC — міжнародне змагання з греплінгу, яке проводиться у форматі чемпіонату Бойовим клубом Абу-Дабі (англ. Abu Dhabi Combat Club, ADCC). Змагання за світову першість проводиться з 1998 року. Перші чотири роки чемпіонат відбувався щорічно, з 2001 року — один раз на два роки. До федерації ADCC входять представники понад 40 країн світу.

## Основні правила
Змагання на чемпіонаті світу проходять за турнірною схемою і відбувається на спеціальному маті розміром 9 x 9 метрів, без огородження. Змагання може бути завершене одним із таких способів:
- Підкорення — греплер може здатися або знепритомніти внаслідок виконання його суперником больового або задушливого прийому.
- Рішення рефері — рефері чемпіонату може зупинити змагання й ухвалити рішення про його результат у разі порушення правил одним із греплерів, вказівки лікаря щодо одного з греплерів, або з інших, передбачених правилами причин.
- Рішення суддів — судді чемпіонату підсумовують кількість очок, набраних греплерами протягом змагання (якщо змагання не завершилось до визначеного часу), і визначають переможця, або приймають інше рішення (наприклад, дискваліфікація)

### Обмеження техніки
Дозволена техніка:
- задушливі прийоми будь-якого типу (крім удушень пальцями)
- больові прийоми будь-якого типу (крім больових на хребет, пальці рук і ніг, та крім скручування колінного суглоба)
- кидки з невисокою амплітудою і лише для виходу на підкорення

Заборонено:
- застосовувати будь-яку ударну техніку
- застосовувати кидки з високою амплітудою
- застосовувати прийом типу «розп'яття»
- застосовувати прийом типу «подвійний нельсон»
- захоплювати суперника за вуха, рот, волосся, пах, а також за екіпірування
- діяти будь-яким чином на очі
- дряпати чи кусати суперника
- змащувати тіло чи екіпірування будь-якими субстанціями

### Ліміт часу
На чемпіонаті світу діють такі часові обмеження:
- Кваліфікаційні поєдинки тривають 10 хвилин + 5 хвилин додаткового часу у випадку нічиєї
- Фінальні поєдинки тривають 20 хвилин + 10 хвилин додаткового часу у випадку нічиєї

На відбіркових змаганнях діють такі часові обмеження:
- Кваліфікаційні поєдинки тривають 8 хвилин + 4 хвилин додаткового часу у випадку нічиєї
- Фінальні поєдинки тривають 10 хвилин + 5 хвилин додаткового часу у випадку нічиєї

### Нарахування очок
Очки у змаганнях чемпіонату нараховується в залежності від технічної дії, виконаної греплером:
- Звалювання

- з проходом ґарду — 4 очки
- з переходом у ґард або пів-ґард — 2 очки

- Якісна зміна позиції

- прохід ґарду — 3 очки
- переворот з проходом ґарду — 4 очки
- переворот з переходом у ґард або пів-ґард — 2 очки

- Утримування

- Маунт — 2 очки
- Бек-маунт — 3 очки
- Коліно-на-животі — 2 очки

Для отримання очок греплер повинен перебувати у позиції щонайменше 3 секунди. Бек-маунт оцінюється лише при контролі корпусу обома ногами. У разі, якщо зайняття маунту або утримування коліном відбувається менше ніж за 3 секунди після проходження ґарду, то очки нараховуються лише за проходження ґарду.
Вище перераховані лише основні правила. Існує значна кількість додаткових правил та регуляцій.

## Вагові категорії
Вагові категорії чемпіонату світу відрізняються від вагових категорії регіональних турнірів.
Вагові категорії для чоловіків:
- до 66 кг
- до 77 кг
- до 88 кг
- до 99 кг
- від 99 кг
- вільна вага

Вагові категорії для жінок:
- до 60 кг
- від 60 кг

## Чемпіони світу
У таблиці, що наведена нижче, вказані всі чемпіони світу у кожній ваговій категорії за весь час існування чемпіонату.
Чоловіча першість
| Вага | Місце проведення           | Вагові категорії | Вагові категорії | Вагові категорії  | Вагові категорії | Вагові категорії | Вагові категорії  |
| Вага | Місце проведення           | вільна           | від 99 кг        | до 99 кг          | до 88 кг         | до 77 кг         | до 66 кг          |
| 1998 | Абу-Дабі, ОАЕ              | Маріу Сперрі     | Рікко Родрігес   | Маріу Сперрі      | Родріґу Ґрейсі   | Рензу Ґрейсі     | Алешандір Фрейтас |
| 1999 | Абу-Дабі, ОАЕ              | Роберту Травін   | Марк Керр        | Джефф Монсон      | Карім Баркалаєв  | Жан-Жак Машаду   | Ройлір Ґрейсі     |
| 2000 | Абу-Дабі, ОАЕ              | Марк Керр        | Марк Керр        | Рікарду Арона     | Саулу Рібейру    | Рензу Ґрейсі     | Ройлір Ґрейсі     |
| 2001 | Абу-Дабі, ОАЕ              | Рікарду Арона    | Марк Робінсон    | Рікарду Арона     | Санае Кікута     | Марсіу Фейтоза   | Ройлір Ґрейсі     |
| 2003 | Сан-Паулу, Бразилія        | Дін Лістер       | Марсіу Крус      | Йон Олав Ейнемо   | Саулу Рібейру    | Марселу Ґарсіа   | Леонарду Віейра   |
| 2005 | Лонг-Біч, США              | Роджер Ґрейсі    | Джефф Монсон     | Роджер Ґрейсі     | Роналду де Соза  | Марселу Ґарсіа   | Леонарду Віейра   |
| 2007 | Трентон, США               | Роберт Драйсдейл | Фабрісіу Вердум  | Алешандре Рібейру | Деміан Мая       | Марселу Ґарсіа   | Рані Яйя          |
| 2009 | Барселона, Іспанія         | Брауліу Естіма   | Фабрісіу Вердум  | Алешандре Рібейру | Брауліу Естіма   | Паблу Попович    | Рафаел Мендіс     |
| 2011 | Ноттінгем, Велика Британія | Андре Ґалван     | Вінні Маґальяйнс | Дін Лістер        | Андре Ґалван     | Марселу Ґарсіа   | Рафаел Мендіс     |

Жіноча першість
| Вага | Місце проведення           | Вагові категорії | Вагові категорії | Вагові категорії | Вагові категорії | Вагові категорії | Вагові категорії |
| Вага | Місце проведення           | вільна           | від 66 кг        | до 66 кг         | від 60 кг        | до 60 кг         | до 55 кг         |
| 2005 | Лонг-Біч, США              | Жуліана Борґіс   | Жуліана Борґіс   |                  |                  | Кіра Ґрейсі      |                  |
| 2007 | Трентон, США               | Анетті Стак      | Пенні Томас      | Анетті Стак      |                  | Кіра Ґрейсі      | Саяка Сінода     |
| 2009 | Барселона, Іспанія         |                  |                  |                  | Анетті Стак      | Луанна Алзуґір   |                  |
| 2011 | Ноттінгем, Велика Британія |                  |                  |                  | Ґабріеллі Ґарсіа | Кіра Ґрейсі      |                  |